# Turbinicarpus alonsoi
Turbinicarpus alonsoi  (лат.) — вид растений из семейства Кактусовых. Видовое латинское название дано в честь Алонсо Гасия Луна, мексиканского мальчика, который нашёл это растение во время участия в экспедиции исследователя кактусов Чарлза Эдварда Гласса.
Эндемик Мексики (штат Гуанахуато).
Растение одиночное, плоско-шаровидное, достигающее в диаметре 6-9 см. Стебель находится преимущественно под землёй, может достигать длины 9-10 см. Рёбра спиралевидные, разделены на бугорки, серо-зелёного цвета. Ареолы сначала с коричневой шерстью, позже шерсть сереет. Колючек 3-5, длиной 20 мм, уплощённые, серые с тёмным кончиком. Цветки от вишнёво-красных до розовато-пурпурных, с более ярко окрашенной центральной полоской, до 2 см длиной, лепестки зубчатые. Пестик белый. Плод может содержать до 100 семян.
Размножение происходит семенами.